# 대전죽동초등학교
대전죽동초등학교(大田竹洞初等學校)는 대한민국 대전광역시 유성구에 있는 공립 초등학교이다. 전교생은 900명 이상이며, 졸업생은 총 561명이다. 죽동초등학교 주변에는 금성초등학교가 있다.

## 연혁
- 2017년 3월 1일 : 개교

## 상징
- 교화 - 영산홍 : 화사한 연분홍 꽃잎은 밝고 아름답게 자라는 죽동 어린이의 상징
- 교목 - 대나무 : 실력을 갖춘 죽동어린이의 의젓한 모습처럼 사철 푸르고 곧은 대나무

## 참고 자료
- 대전죽동초등학교 - 한국교육학술정보원 학교알리미